# Александар Тонєв
Александар Тонєв (болг. Александър Станоев Тонев; 1935, Софія) — болгарський дипломат. Генеральний консул Болгарії в Києві (1981—1985).

## Життєпис
Народився у 1942 році в Софії. Закінчив Московський державний інститут міжнародних відносин.
У 1981—1985 рр. — Генеральний консул Болгарії в Києві
У 1985—1991 рр. — Надзвичайний і Повноважний Посол Болгарії в Індії
У 1986—1990 рр. — Надзвичайний і Повноважний Посол Болгарії в Шрі-Ланці за сумісництвом
У 1986—1991 рр. — Надзвичайний і Повноважний Посол Болгарії в Непалі за сумісництвом.